# Oleksandr Savenčuk
Oleksandr Mychajlovyč Savenčuk (in ucraino Савенчук Александр Михайлович?; traslitterazione anglosassone: Oleksandr Mykhailovych Savenchuk; Černihiv, 9 maggio 1975) è un ex calciatore ucraino, di ruolo attaccante.

## Carriera

### Club
Savenchuk  inizia a giocare nella squadra del Desna Černihiv. Nel 1993 passa al Torpedo Zaporižžja per una stagione e ritornando nuovamente nella squadra del Desna Černihiv per quattro stagioni giocando 129 partite e segnando 10 reti. Gioca anche per il Dnipro, Dnipro-2, Nizhyn, Sokil Lviv,Slavija-Mazyr.

## Palmarès

### Club

#### Competizioni nazionali
- Perša Liha: 1

Desna Černihiv: 1996-1997